# West Virginia Lottery
Лотереєю Західної Вірджинії керує уряд Західної Вірджинії. Вона була створена 1984 року за результатами референдуму. Це статутний член Міждержавної асоціації лотерей (MUSL). Лотерея пропонує такі ігри, як Hot Lotto, Powerball, Mega Millions та скретч-картки. Західна Вірджинія інтерпретувала поправку до своєї Конституції, що дозволило її лотереї включати казино, і, таким чином, Комісія лотерей Західної Вірджинії також регулює ігрові автомати, які продаються як «відеолотерея» і доступні у кількох сотнях підприємств, та п'ять казино «настільних лотерейних ігор».
Джек Віттакер, найвидатніший переможець американської лотереї, виграв рекордний на той час джекпот у Powerball — 315 млн $ за квитком, придбаним у Західній Вірджинії на розіграші 25 грудня 2002 року.
Мінімальний вік для придбання лотерейних квитків у Західній Вірджинії — 18 років, тоді як казино та ігрові автомати допускають учасників віком від 21 року. Лотерея має найнижчий виграш серед усіх державних лотерейних систем США, повертаючи переможцям у середньому 15 %.
У березні 2018 року Західна Вірджинія прийняла Закон про ставки на спортивні лотереї, який легалізує спортивні ставки в штаті. Цю галузь регулює Комісія лотерей Західної Вірджинії.

## Ігри з жеребкуванням

### Ігри

#### Daily 3
Daily 3 проводиться з понеділка по суботу, вона малює три набори кульок з номерами від 0 до 9. Ціни, призи та варіанти варіюються.

#### Daily 4
Daily 4 схожий на Daily 3, за винятком того, що використовуються чотири набори кульок.

#### Cash 25
Cash 25 проводиться в понеділок, вівторок, четвер і п'ятницю, в розіграші беруть участь шість чисел від 1 до 25. Головний приз — 25 тис. $, участь коштує 1$.

### Інші ігри

#### Powerball
З 1988 р. Західна Вірджинія є членом MUSL; у Пауербол в штаті грають з 1992 року. Джекпоти Powerball починаються з 40 млн $, розіграш проводять в середу та суботу ввечері.

#### Mega Millions
6 вересня 1996 року шість лотерей почали ррзіграш, відомий відтоді як The Big Game. У травні 1999 року лотерея Нью-Джерсі стала її першим додатковим членом. Гра стала відома як The Big Game Mega Millions у травні 2002 року. Джекпоти Mega Millions починаються з 40 млн $.

Mega Millions грають у 44 штатах, окрузі Колумбія та Віргінських островах США.

#### Lotto America
Лотерея Західної Вірджинії — одна з 13 лотерей, що бере участь у розіграші Lotto America, який почався 15 листопада 2017 року. Мінімальний джек-пот становить 2 млн $, а розіграші проводяться у середу та суботу ввечері.

### Закриті

#### Hot Lotto
Hot Lotto почало продаж квитків 7 квітня 2002 р. і працювало у 14 штатах. Це була єдина гра Західної Вірджинії, де цифри обиралися генератором випадкових чисел (крім своїх ігрових автоматів кено та відео).
Останній розіграш було проведено 28 жовтня 2017 р.